# Rinnstein

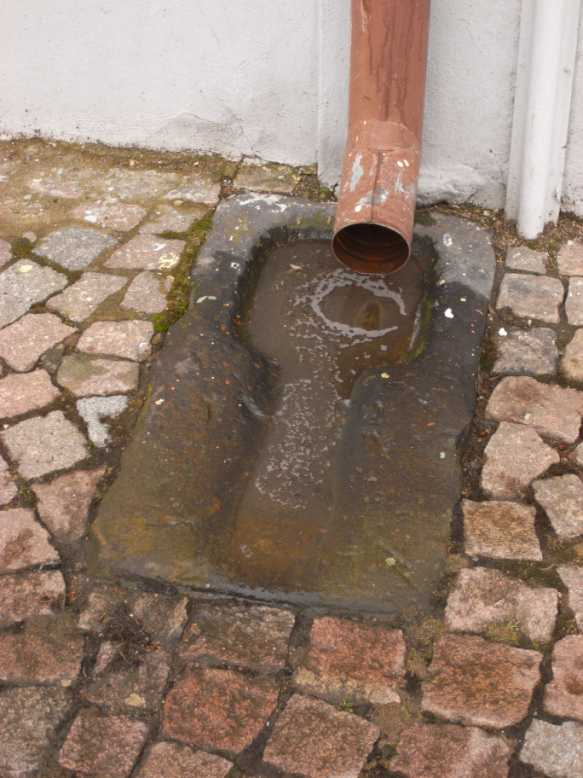
Rinnstein am Haussockel

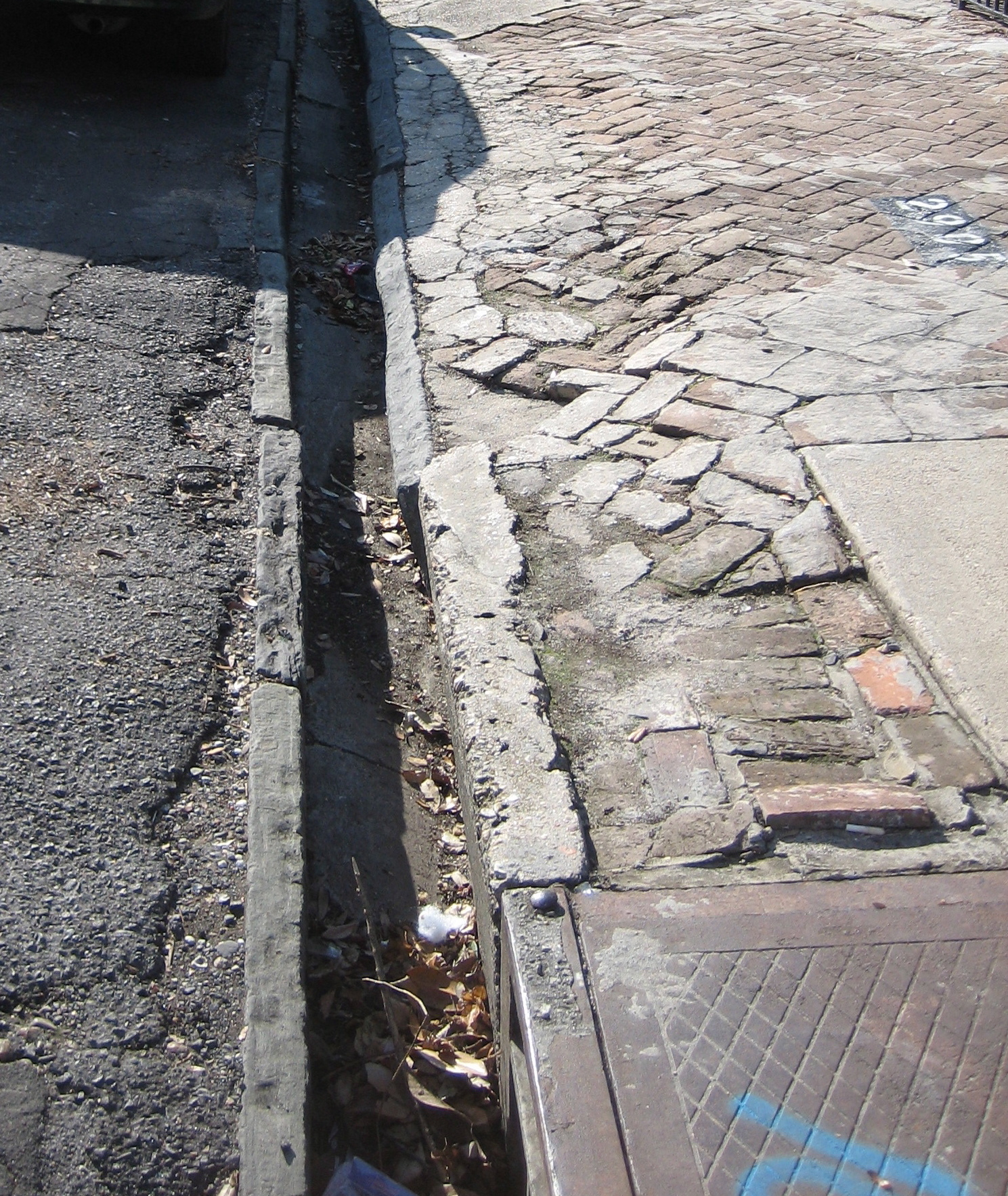
Gossenläufer als Begrenzungen eines Rinnsteins

Ein Rinnstein ist ursprünglich ein Pflasterstein mit eingelassener Mulde und wird als Bauteil im Straßen- und Wegebau verwendet. Meist dient er dem Abfluss von Regenwasser und befindet sich typischerweise zwischen Bordstein und Straße.
Später wurde der Begriff auf jede muldenförmige Rinne übertragen, welche innerörtlich die Funktion des Rinnsteins übernimmt, unabhängig davon, ob sie aus einzelnen Werksteinen oder Kunststeinen hergestellt wurde, gepflastert ist oder durch längliche Gossenläufer begrenzt wird. Der Rinnstein wird in Süddeutschland auch als Kandel bezeichnet.

## Definitionen
In dem von den Brüdern Grimm begründeten Deutschen Wörterbuch heißt es dazu, der Rinnstein sei „eine in stein gehauene oder gemauerte rinne im straszenpflaster“.
Das Universallexikon von Pierer von 1857 verzeichnet für den Begriff folgende Bedeutungen:
- Einmal sei es „die in manchen Städten (zum Beispiel Berlin) entlang den Straßen hinlaufenden ausgehöhlten Steine, welche das Tagewasser oder Spülicht den Schleußen zuführen“.
- Andererseits bezeichnet man damit auch „ein etwa 3 Fuß großer, oberhalb einige Zoll tief ausgehöhlter Sandstein in Küchen, gewöhnlich in einer Fenstervertiefung in Brüstungshöhe angebracht, durch welchen das überflüssige und unreine Wasser abgeführt wird.“
- Ferner sei dies „der unter der Mündung des Abfallrohres befindliche ausgehöhlte Stein, welcher das Dachtraufwasser nach den Schleußen od. Gossen leitet. Diese Abwasservorrichtung leitete die Flüssigkeiten dann meist auf die Straße.“[2]

Rinnstein, Darstellung in Lueger: Lexikon der gesamten Technik 1904

Nach Lueger sei der Rinnstein bzw. die „Gossen, gepflasterte Rinnen von 1–1,5 m Breite, wie sie an Straßen angewendet werden, wo der Raum für Seitengräben fehlt (in Ortschaften bei hochliegendem Fußwege) [Fig. 1], in tiefen Einschnitten mit seitlich begrenzenden Stützmauern [Fig. 2]“